# رامیز جنید
رامیز جنید (انگلیسی: Rameez Junaid؛ زادهٔ ۲۵ مهٔ ۱۹۸۱) یک تنیس‌باز اهل استرالیا است.